# Лохлен Вотсон
Лахлан Вотсон (англ. Lachlan Watson) — американський актор, найбільш відомий за роллю Тео Патнема в оригінальному серіалі Netflix «Моторошні пригоди Сабріни».

## Особисте життя
Вотсон народилися 12 квітня 2001 року і виросли у Ролі, штат Північна Кароліна. Вони отримали атестат середньої школи за програмою домашнього навчання у 2018 році.
Вотсон небінарні пансексуали, і вживають займенники they/them. Підтримують фемінізм.
У листопаді 2018 року Вотсон були представлені у сегменті розмов, створеному Netflix, під назвою «Що б я хотів, якби ви знали: про те, як бути небінарним», де вони обговорювали гендерну ідентичність з іншими небінарними знаменитостями Джейкобом Тобіа, Лів Хьюсон та Шівою Райкандані.

## Кар'єра
Вотсон почав грати у дитинстві в театрі Burning Coal, де працювала його мати. Він отримав невеликі ролі в телевізійних шоу «Нешвілл» і «Drop Dead Diva». У 2015 році він виступав у постановці Маленького театру Ролі п'єси Вільяма Шекспіра «Багато галасу з нічого».
У 2016 році Вотсон отримав регулярну роль в оригінальному серіалі Netflix «Моторошні пригоди Сабріни» після загальнонаціонального кастингу. Ватсон грав трансгендерного хлопчика, на ім'я Тео Патнем (раніше «Сьюзі»). Вотсон заявив, що він використовував власний особистий досвід, щоб сформувати персонажа та вплинути на те, як написана сюжетна лінія персонажа, щоб знайти резонанс у глядачів із гендерним квіром. На момент свого дебюту у серіалі «Моторошні пригоди Сабріни» Вотсон був одним із наймолодших небінарних акторів Голлівуду.
На онлайн-заході Sony Interactive Entertainment «Future of Gaming» для PlayStation 5 у червні 2020 року було з'ясовано, що Вотсон озвучив антропоморфного головного героя Ікла у майбутній відеогрі 2022 року Goodbye Volcano High.